# آیس‌ست ۲
آیس‌ست ۲ (به انگلیسی: ICESat-2)، کوتاه‌شدهٔ (یخ ابر و ارتفاع از سطح دریا- ماهوارهٔ ۲) بخشی از سامانه دیدبانی زمین ناسا، یک مأموریت ماهواره‌ای برنامه‌ریزی شده برای اندازه‌گیری ضخامت و ارتفاع ورقه یخ و برون‌آبی یخ دریا و همچنین ویژگی‌های توپوگرافی و پوشش گیاهی زمین است.
آیس‌ست ۲ ادامهٔ برنامه‌ریزی شدهٔ مأموریت آیس‌ست است که روز ۱۵ سپتامبر ۲۰۱۸ از پایگاه نیروی هوایی وندنبرگ در کالیفرنیا به سوی یک مدار نزدیک زمین مدور، در نزدیکی مدار قطبی با ارتفاعی حدود ۴۹۶ کیلومتر (۳۰۸ مایل) پرتاب شد. این ماه‌واره به گونه‌ای طراحی شده که برای مدت سه سال به کار خود ادامه دهد و سوخت موشک کافی را برای مدت هفت سال با خود حمل می‌کند.
در مأموریت آیس‌ست ۲؛ گردآوری اطلاعات در بارهٔ داده‌های ارتفاع از سطح دریای مورد نیاز برای تعیین تعادل توده‌های یخ یخسارها، و نیز اطلاعات مربوط به سایبان‌های گیاهی در نظر گرفته‌شده‌است. این برنامه علاوه بر پوشش ویژهٔ قطبی، اندازه‌گیری‌های توپوگرافی شهرها، دریاچه‌ها و مخازن، اقیانوس‌ها و سطح‌های زمین را در سرتاسر کرهٔ زمین ارائه می‌دهد.
پروژه آیس‌ست ۲ توسط مرکز پروازهای فضایی ناسا گودارد مدیریت می‌شود. همهٔ وسیله‌ها و ابزارها توسط این مرکز طراحی و ساخته شده، و اتوبوس توسط (Orbital ATK) ارائه شده‌است. این ماهواره بر روی یک موشک دلتا ۲ که توسط (ULA) اتحاد لاینز اتحاد عرضه شده بود، راه اندازی شد. این آخرین راه‌اندازی وسیله نقلیه توسط دلتا ۲ بود.